# 羅竹站
羅竹站（韓語：라죽역）是朝鮮民主主義人民共和國两江道金亨稷郡羅竹里的一個鐵路車站，属于北部内陆线。

## 历史
- 1988年8月3日，落成使用。

## 邻近车站
北部内陆线
茂昌站 - 羅竹站 - 大鹰站